# Ботети (река)
Ботети (англ. Boteti) или Ботлетле (англ. Botletle, Botletli; Дауха) — река на севере центральной части Ботсваны. Длина реки составляет около 350 км. Названа в честь племени Ботети.

## Гидрография
Является одной из крупнейших рек Ботсваны. Начинается южнее города Маун, ответвляясь от реки Тамалакане, которая наполняется водой из дельты Окаванго. В верхней половине течёт преимущественно на восток и юго-восток. Образуя водопад Гауца, поворачивает на восток через Макаламабеди и сразу на юг в сторону Ракопс, а потом протекает через озеро Цкау и через Мопипи.

## Использование
С начала XX века река Ботети используется местным населением для орошения полей. Также воды реки используются на дамбе Мопипи.